# Kurt-Schumacher-Platz
Der Kurt-Schumacher-Platz (auch kurz Kutschi genannt) ist ein wichtiger Verkehrsknotenpunkt im nördlichen Berliner Ortsteil Reinickendorf im gleichnamigen Bezirk. Benannt wurde er am 4. August 1955 nach dem Sozialdemokraten Kurt Schumacher.

## Lage und Geschichte
Am Platz kreuzen sich die Scharnweberstraße in Richtung Tegel (westlich) und in Richtung Wedding (östlich) sowie der Kurt-Schumacher-Damm in Richtung Süden, der auf die Autobahn A 111 führt. In die nördlichen Ortsteile (Wittenau, Hermsdorf, Frohnau) und das benachbarte Bundesland Brandenburg führt von hier die Ollenhauerstraße.
Vor dem Zweiten Weltkrieg war der Kurt-Schumacher-Platz kein bedeutender Ort und war namenlos. Größere Gebäude entstanden hier erst in den 1950er Jahren während des Wirtschaftswunders und der Platz erhielt 1955 seinen heutigen Namen.
Am Kurt-Schumacher-Platz befindet sich der gleichnamige Bahnhof der Linie U6. Er wurde im Jahr 1956 eröffnet. Das nordwestlich des Kurt-Schumacher-Damms gelegene Zugangsbauwerk mit Geschäften und gastronomischen Betrieben entstand in den 1970er Jahren.

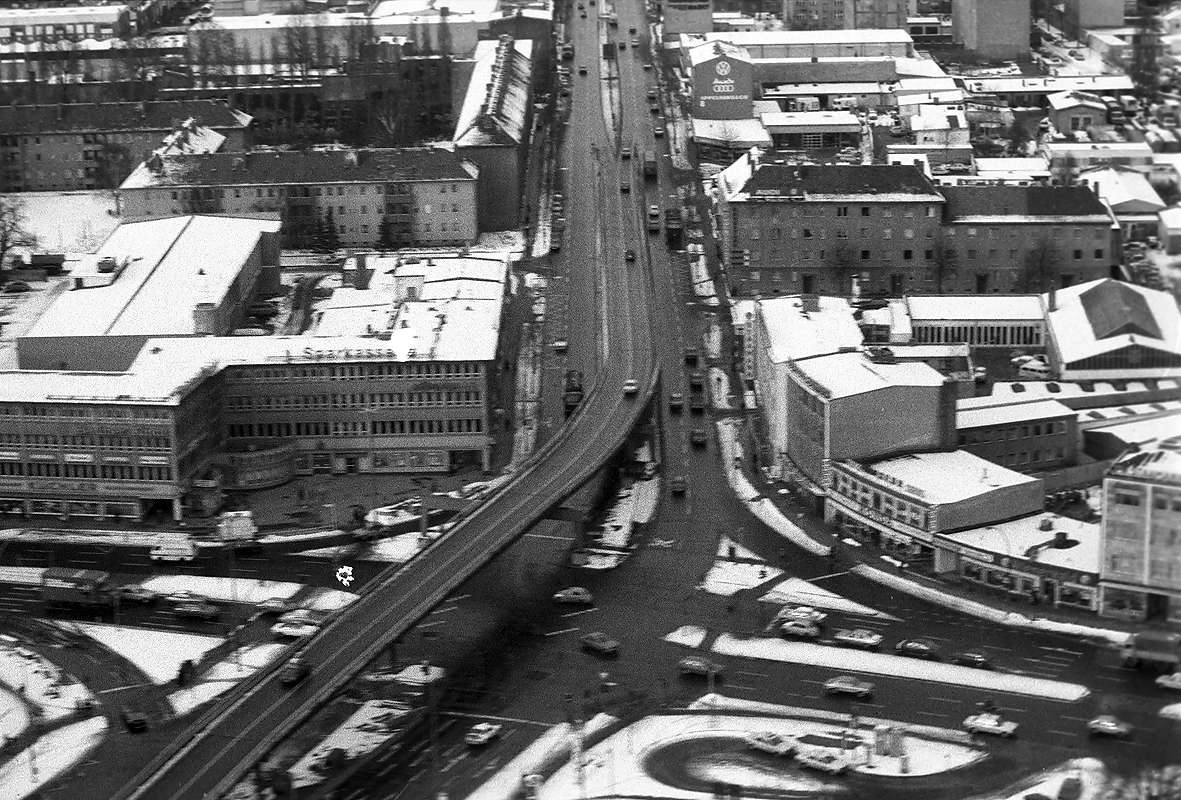
Ehemalige Überführung über den Platz, 1980, Blick in Richtung Ollenhauerstraße

Quer über den Platz verband in den 1970er Jahren eine Stahlbrücke den Kurt-Schumacher-Damm und die Ollenhauerstraße miteinander. Diese wurde im Jahr 1968 gebaut und Anfang der 1980er Jahre abgebaut.
Zu Zeiten des Betriebes des benachbarten Flughafens Tegel passierten Flugzeuge beim Start oder im Landeanflug den Platz in relativ geringer Höhe und stellten zuweilen eine Lärmbelästigung, aber auch eine Besucherattraktion dar.

## EinkaufszentrumClou

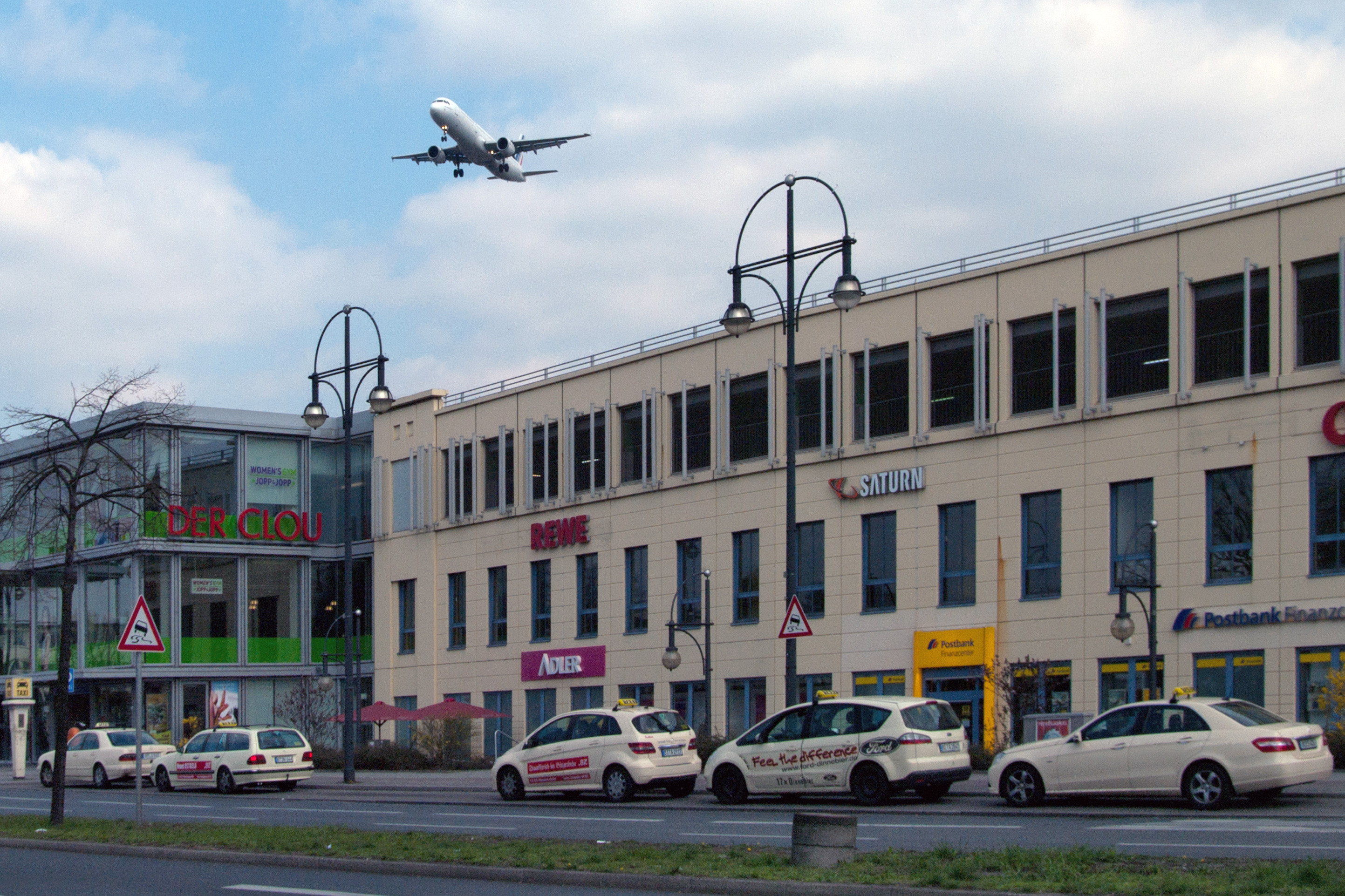
Fluglärm galt als ein Problem auf dem Platz

Am Kurt-Schumacher-Platz liegt das Einkaufszentrum Clou. Hier finden regelmäßig verschiedene Ausstellungen und Veranstaltungen statt. Zu Ostern werden jedes Jahr Hasenkäfige sowie ein kleiner See mit Sitzbank und Pflanzen ausgestellt. Jedes Jahr werden auch Flohmärkte für Erwachsene und Kinder auf der Veranstaltungsfläche veranstaltet.
1989 wurden von den Clou-Architekten Sternecker/Starr vier identische Brunnenplastiken an den vier Ecken des Platzes aufgestellt. Es handelt sich um vier auf einem quadratischen Becken stehende, vier Meter hohe Betonsäulen. Sie sind von Rohren umgeben, aus denen Wasser sprüht. In der Mitte sprühen Pusteblumen aus Stahl Wasser, dessen Fluss durch Windmesser geregelt wird. Die Säulen heißen im Berliner Volksmund „Duschkabinen“.

## Kurt-Schumacher-Denkmal
Am nördlichen Platzrand Ecke Scharnweberstraße steht ein Beton-Denkmal für Kurt Schumacher, das der Bildhauer Joseph Henry Lonas in den Jahren 1968 bis 1970 schuf. Das Denkmal besteht aus einem grauen Betonklotz, aus dem ein Gerüst aus roten Eisenträgern ragt. Sie umrahmen eine Gedenktafel auf der Seite zum U-Bahnhof, ein von Viktor Eichler gestaltetes bronzenes Reliefportrait Kurt Schumachers auf der anderen. Die Elemente stammen von einem zwischen 1953 und 1958 aufgestellten Vorgängerdenkmal, einem bearbeiteten Findling.